# Zellbachtal
Das Naturschutzgebiet Zellbachtal liegt im Landkreis Bad Tölz-Wolfratshausen in Oberbayern.
Es erstreckt sich östlich von Bairawies, einem Ortsteil der Gemeinde Dietramszell, entlang des Zeller Baches. Im südlichen Bereich und am südöstlichen Rand verläuft die TÖL 14, westlich fließt die Isar und südlich erstreckt sich das 20,12 ha große Naturschutzgebiet Hechenberger Leite.
Nördlich des Zeller Bachs und im Südosten des Gebietes finden sich artenreichen Streuwiesen. Am Bach blühen im Frühling Märzenbecher (Leucojum vernum), wenig später im Jahresverlauf fällt die Trollblume (Trollius europaeus) auf. Schmetterlinge sind Indikatoren für die naturbelassenen Wiesen. Unter anderem Blaukernauge (Minois dryas), der Mädesüß-Perlmutterfalter (Brenthis ino) und der Goldene Scheckenfalter (Euphydryas aurinia) kommen vor.

## Bedeutung
Das 130,27 ha große Gebiet mit der Nr. NSG-00614.01 wurde im Jahr 2002 unter Naturschutz gestellt.